# Stenanthemum petraeum
Stenanthemum petraeum är en brakvedsväxtart som beskrevs av B.L. Rye. Stenanthemum petraeum ingår i släktet Stenanthemum och familjen brakvedsväxter. Inga underarter finns listade i Catalogue of Life.